# Ejército Blanco de Nuer
El Ejército Blanco Nuer, a veces nombrado como el "ejército blanco", es un nombre semioficial de una organización militante formada por el pueblo Nuer de la región central y del este del Gran Alto Nilo en el actual Sudán del Sur. Según Small Arms Survey, surgió del cisma de 1991 dentro del Movimiento/Ejército de Liberación del Pueblo de Sudán (SPLM/A) con el doble propósito de defender los rebaños de ganado nuer de los grupos vecinos y luchar en la segunda guerra civil sudanesa entre el SPLM/ A y el gobierno sudanés.
Si bien a veces se informó que el Ejército Blanco se llamaba así debido a la práctica de los nuer de untarse la piel con una ceniza de color claro como protección contra las picaduras de insectos, otras fuentes sostienen que el nombre simplemente tenía la intención de establecer una distinción entre la milicia nuer y las Fuerzas Armadas de Sudán.

## Historia

### Década de 1990
Durante la Segunda Guerra Civil de Sudán, los combatientes del Ejército Blanco, principalmente de la subtribu Lou Nuer, respaldaron a la facción disidente SPLM/A dirigida por Riek Machar, conocida como SPLA-Nasir, en ataques contra la mayoría Dinka. Fueron en parte responsables de la masacre de Bor, en la que al menos 2000 personas murieron en 1991. Sin embargo, los combatientes nunca formaron alianzas a largo plazo con otras facciones en la guerra, actuando solo por beneficios a corto plazo. Entre sus enemigos más habituales se encontraban los murle, una tribu rival que competía por la tierra y el ganado en los estados de Jonglei y el Alto Nilo.
Durante la guerra, aunque el término "Ejército Blanco" podía referirse colectivamente a los militantes juveniles nuer, rara vez había una autoridad central en funcionamiento, además,  varias facciones del Ejército Blanco basadas en diferentes campamentos ganaderos operaron de forma autónoma o semiautónoma. Según los informes, los rangos de liderazgo tenían una alta tasa de rotación.

### Años 2000
Después del Acuerdo Integral de Paz de 2005 entre el gobierno de Sudán y el SPLM/A, que formó el Gobierno Autónomo del Sur de Sudán, el Ejército Blanco Nuer perdió la coherencia que le quedaba. En febrero de 2006, los ancianos nuer entrevistados por los trabajadores de Small Arms Survey reconocieron que tenían poco o ningún control sobre los jóvenes armados y dijeron que la incidencia del robo de ganado y otros comportamientos deshonestos por parte de los jóvenes iba en aumento. Riek Machar, el antiguo aliado del Ejército Blanco durante la guerra, anunció que el Ejército Blanco sería disuelto en medio de una campaña de desarme del SPLM/A en la región. Sin embargo, no fue hasta una gran derrota en mayo de 2006 cerca de Motot, en el condado de Uror de Jonglei, en la que 113 combatientes del Ejército Blanco fueron asesinados por la pérdida de un solo soldado del Ejército de Liberación del Pueblo de Sudán (SPLA), que los combatientes abandonaron su intentos de resistencia, según Small Arms Survey. El servicio de noticias IRIN informó que más de 1.000 hombres y niños lou nuer en el condado de Akobo que habían sido parte del Ejército Blanco entregaron voluntariamente sus armas a las autoridades en julio de 2006.

### Años 2010
A finales de diciembre de 2011, varios meses después de que Sudán del Sur obtuviera su independencia, The Upper Nile Times informó que el Ejército Blanco Nuer se había reformado y había emitido una amenaza el día de Navidad de 2011 de "aniquilar a toda la tribu murle de la faz de la tierra como la única solución para garantizar la seguridad a largo plazo del ganado nuer". La declaración también declaró la intención del Ejército Blanco de luchar contra el SPLA y las Naciones Unidas, que tiene una misión de mantenimiento de la paz en el país. La declaración marcó una escalada en los enfrentamientos en curso entre el ELPS, los murle y los lou nuer en Jonglei y el Alto Nilo, que comenzó cuando combatientes armados murle, bajo la influencia del Movimiento Democrático de Sudán del Sur de George Athor, lanzaron una incursión contra los lou nuer en el estado de Jonglei. La UNMISS respondió desplegando fuerzas de paz en la ciudad de Pibor e instando tanto a los murle como a los lou nuer a que depongan las armas.